# Władimir Jefimkin
Władimir Aleksandrowicz Jefimkin (ros. Владимир Александрович Ефимкин; ur. 2 grudnia 1981 w Kujbyszewie) – zawodowy rosyjski kolarz szosowy, jeżdżący dla drużyny Ag2r-La Mondiale. Jego bratem jest inny kolarz – Aleksandr Jefimkin.

## Sukcesy
2005
- 1. miejsce na pierwszym etapie Volta a Portugal
- 1. miejsce w klasyfikacji generalnej Volta a Portugal
- 1. miejsce na pierwszym etapie Czterech Dni Dunkierki
- 2. miejsce w klasyfikacji generalnej Czterech Dni Dunkierki
- 1. miejsce na pierwszym etapie Vuelta a Aragón
- 4. miejsce w klasyfikacji generalnej Vuelta a Aragón
- 2. miejsce w Settimana Ciclistica Lombarda

2007
- 1. miejsce na pierwszym Vuelta a España
- 6. miejsce w klasyfikacji generalnej Vuelta a España
- 1. miejsce na pierwszym etapie Euskal Bizikleta
- 6. miejsce w klasyfikacji generalnej Tour de Suisse